# USS O'Kane (DDG-77)

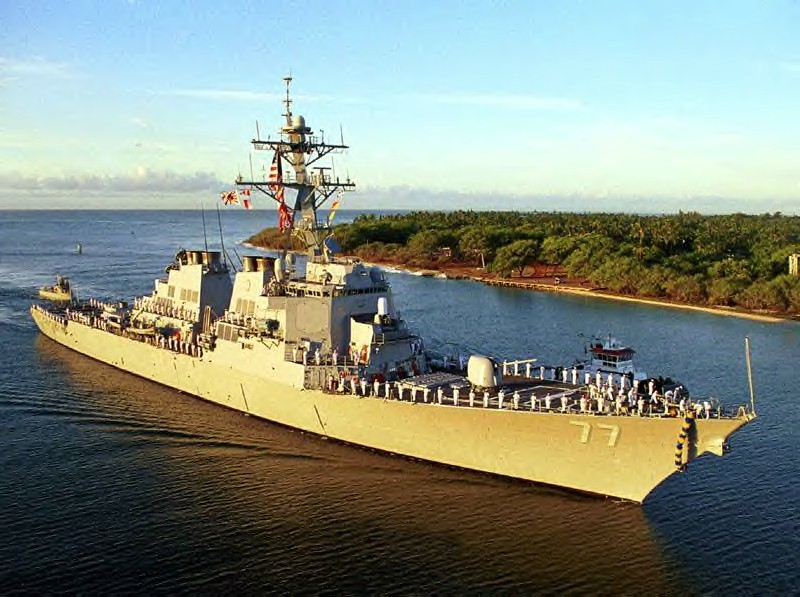
O O'Kane em 2011.

O USS O'Kane é um contratorpedeiro da classe Arleigh Burke pertencente a Marinha de Guerra dos Estados Unidos. Em seu histórico operacional, ele atuou no Golfo Pérsico durante as Operações Enduring Freedom e Liberdade do Iraque. Seu atual porto fica em Pearl Harbor no Havaí.